# 200 mètres papillon masculin aux Jeux olympiques d'été de 2020
Navigation
Rio 2016 Paris 2024
Le 200 m papillon hommes est une épreuve des Jeux olympiques d'été de 2020 qui a eu lieu entre les 26 et 28 juillet au Centre aquatique olympique de Tokyo. Il s'agit de la dix-septième édition de cette épreuve qui est apparue pour la première fois lors des Jeux olympiques d'été de 1956.

## Records
Avant cette compétition, les records dans cette discipline étaient :
| Record du monde  | 1:50.73 | Kristóf Milák  | 24 juillet 2019 | Gwangju, Corée du Sud |
| Record olympique | 1:52.03 | Michael Phelps | 13 août 2008    | Pékin, Chine          |

## Résultats

### Éliminatoires
Les seize meilleurs nageurs se qualifient pour les demi-finales.
Six records national sont améliorés durant les séries : Wang Kuan-hung pour Taïwan, Noè Ponti pour la Suisse, Tomoe Zenimoto Hvas pour la Norvège, Alexei Sancov pour la Moldavie, Ayman Kelzi pour la Syrie et Matin Balsini pour l'Iran. 
| Rang | Série | Ligne | Nom                   | Nationalité    | Temps   | Remarques |
| ---- | ----- | ----- | --------------------- | -------------- | ------- | --------- |
| 1    | 5     | 4     | Kristóf Milák         | Hongrie        | 1:53.58 | Q         |
| 2    | 4     | 3     | Wang Kuan-hung        | Taipei chinois | 1:54.44 | Q, RN     |
| 3    | 5     | 7     | Leonardo de Deus      | Brésil         | 1:54.83 | Q         |
| 4    | 4     | 6     | Zach Harting          | États-Unis     | 1:54.92 | Q         |
| 5    | 3     | 6     | Noè Ponti             | Suisse         | 1:55.05 | Q, RN     |
| 6    | 5     | 3     | Tomoru Honda          | Japon          | 1:55.10 | Q         |
| 7    | 4     | 5     | Federico Burdisso     | Italie         | 1:55.14 | Q         |
| 8    | 3     | 4     | Tamás Kenderesi       | Hongrie        | 1:55.18 | Q         |
| 9    | 4     | 4     | Daiya Seto            | Japon          | 1:55.26 | Q         |
| 10   | 3     | 1     | Giacomo Carini        | Italie         | 1:55.33 | Q         |
| 11   | 3     | 2     | Gunnar Bentz          | États-Unis     | 1:55.46 | Q         |
| 12   | 4     | 7     | Aleksandr Kudashev    | ROC            | 1:55.54 | Q         |
| 13   | 5     | 1     | Krzysztof Chmielewski | Pologne        | 1:55.77 | Q         |
| 14   | 4     | 1     | Louis Croenen         | Belgique       | 1:55.78 | Q         |
| 15   | 3     | 7     | Léon Marchand         | France         | 1:55.85 | Q         |
| 16   | 5     | 5     | Chad le Clos          | Afrique du Sud | 1:55.96 | Q         |
| 17   | 5     | 6     | David Thomasberger    | Allemagne      | 1:56.04 |           |
| 18   | 5     | 2     | Matthew Temple        | Australie      | 1:56.25 |           |
| 19   | 2     | 1     | Tomoe Zenimoto Hvas   | Norvège        | 1:56.30 | RN        |
| 20   | 3     | 5     | Antani Ivanov         | Bulgarie       | 1:56.36 |           |
| 21   | 3     | 3     | Denys Kesyl           | Ukraine        | 1:56.37 |           |
| 22   | 2     | 6     | Quah Zheng Wen        | Singapour      | 1:56.42 |           |
| 23   | 2     | 3     | Brendan Hyland        | Irlande        | 1:57.09 |           |
| 24   | 2     | 4     | Sajan Prakash         | Inde           | 1:57.22 |           |
| 25   | 2     | 2     | Kregor Zirk           | Estonie        | 1:57.26 |           |
| 26   | 2     | 7     | Alexei Sancov         | Moldavie       | 1:57.55 | RN        |
| 27   | 3     | 8     | Jakub Majerski        | Pologne        | 1:57.91 |           |
| 28   | 4     | 8     | Moon Seung-woo        | Corée du Sud   | 1:58.09 |           |
| 29   | 2     | 5     | Ihor Troianovskyi     | Ukraine        | 1:58.37 |           |
| 30   | 5     | 8     | Ethan du Preez        | Afrique du Sud | 1:58.50 |           |
| 31   | 2     | 8     | Luis Vega Torres      | Cuba           | 1:59.00 |           |
| 32   | 1     | 6     | Ayman Kelzi           | Syrie          | 1:59.57 | RN        |
| 33   | 1     | 2     | Matin Balsini         | Iran           | 1:59.97 | RN        |
| 34   | 1     | 3     | Keanan Dols           | Jamaïque       | 2:00.25 |           |
| 35   | 4     | 2     | David Morgan          | Australie      | 2:00.27 |           |
| 36   | 1     | 5     | Navaphat Wongcharoen  | Thaïlande      | 2:01.43 |           |
| 37   | 1     | 4     | Richard Nagy          | Slovaquie      | 2:01.91 |           |
| 38   | 1     | 7     | Simon Bachmann        | Seychelles     | 2:03.54 |           |

### Demi-finales
Les huit meilleurs nageurs se qualifient pour la finale.
| Rang | Série | Ligne | Nom                   | Nationalité    | Temps   | Remarques |
| ---- | ----- | ----- | --------------------- | -------------- | ------- | --------- |
| 1    | 2     | 4     | Kristóf Milák         | Hongrie        | 1:52.22 | Q         |
| 2    | 2     | 5     | Leonardo de Deus      | Brésil         | 1:54.97 | Q         |
| 3    | 1     | 8     | Chad le Clos          | Afrique du Sud | 1:55.06 | Q         |
| 4    | 2     | 6     | Federico Burdisso     | Italie         | 1:55.11 | Q         |
| 5    | 1     | 6     | Tamás Kenderesi       | Hongrie        | 1:55.17 | Q         |
| 6    | 2     | 7     | Gunnar Bentz          | États-Unis     | 1:55.28 | Q         |
| 7    | 2     | 1     | Krzysztof Chmielewski | Pologne        | 1:55.29 | Q         |
| 8    | 1     | 3     | Tomoru Honda          | Japon          | 1:55.31 | Q         |
| 9    | 1     | 5     | Zach Harting          | États-Unis     | 1:55.35 |           |
| 10   | 2     | 3     | Noè Ponti             | Suisse         | 1:55.37 |           |
| 11   | 2     | 2     | Daiya Seto            | Japon          | 1:55.50 |           |
| 12   | 1     | 7     | Aleksandr Kudashev    | ROC            | 1:55.51 |           |
| 13   | 1     | 4     | Wang Kuan-hung        | Taipei chinois | 1:55.52 |           |
| 14   | 2     | 8     | Léon Marchand         | France         | 1:55.68 |           |
| 15   | 1     | 2     | Giacomo Carini        | Italie         | 1:55.95 |           |
| 16   | 1     | 1     | Louis Croenen         | Belgique       | 1:56.67 |           |

### Finale
Le record olympique de Michael Phelps est amélioré par le hongrois Kristóf Milák durant cette finale.
| Rang                                | Ligne | Nom                   | Nationalité    | Temps   | Remarques |
| ----------------------------------- | ----- | --------------------- | -------------- | ------- | --------- |
| Médaille d'or, Jeux olympiques      | 4     | Kristóf Milák         | Hongrie        | 1:51.25 | RO        |
| Médaille d'argent, Jeux olympiques  | 8     | Tomoru Honda          | Japon          | 1:53.73 |           |
| Médaille de bronze, Jeux olympiques | 6     | Federico Burdisso     | Italie         | 1:54.45 |           |
| 4                                   | 2     | Tamás Kenderesi       | Hongrie        | 1:54.52 |           |
| 5                                   | 3     | Chad le Clos          | Afrique du Sud | 1:54.93 |           |
| 6                                   | 5     | Leonardo de Deus      | Brésil         | 1:55.19 |           |
| 7                                   | 7     | Gunnar Bentz          | États-Unis     | 1:55.46 |           |
| 8                                   | 1     | Krzysztof Chmielewski | Pologne        | 1:55.88 |           |